# Casetes del tren (Ripoll)
Les Casetes del tren és una obra de Ripoll protegida com a Bé Cultural d'Interès Local.

## Descripció
Les casetes del tren a protegir són tres i estan situades als paratges de: l'Escala, la Colònia i les Solses. La caseta de les Solses té una llargada de 8'30 m i una amplada de 8'30 m, i una amplada de 5,45m, mentre que les altres dos tenen una llargada de 7 m, i una amplada de 5'5 m. Les casetes estaven formades per planta baixa i pis. La majoria d'elles tenen adossat un safareig, coberts per guardar bestiar i eines. També acostumen a tenir un hort.